# Дзвонарчук Агнеса Володимирівна
Агне́са Володи́мирівна Дзвонарчу́к (справжнє прізвище — Свинарчу́к; 26 жовтня 1941, м. Ішим Омської області (нині — Тюменської області), РФ) — українська театральна акторка і педагогиня. Народна артистка України (1997).

## Життєпис
1962 — закінчила Харківський державний театральний інститут (викладач Я. Азимов).
Від 1962 — акторка Харківського українського драматичного театру імені Тараса Шевченка.
1990—1994 — викладачка Харківського національного університету мистецтв імені Івана Котляревського.
1997 року удостоєна звання народної артистки України.
Одружена з народним артистом УРСР Володимиром Маляром.

## Ролі
- Анна («Украдене щастя» І. Франка)
- Бернарда («Дім Бернарди Альби» Ф. Ґарсіа Лорки)
- Валя Онощенко («Російські люди» К. Симонова)
- Клементина («Забути Герострата» Г. Горіна)
- Королева Єлизавета («Король Лір» В. Шекспіра)
- Марія («Перекоп» І. Кавалерідзе)
- Марія («Марія» А. Салинського)
- Нона Юріївна («Не стріляйте в білих лебедів» за Б. Васильєвим)
- Регана («Річард ІІІ» В. Шекспіра)
- Сестра Крисчет («Політ над гніздом зозулі» за К. Кізі)
- Софійка («Каса маре» Іона Друце)
- Софія («Безталанна» І. Карпенка-Карого)
- Теодора Фелт («Соло щасливої людини» за А. Міллером)
- Фрося («Розплата» О. Корнійчука)
- Хета («Хазяйка Ніскавуорі» за Г. Вуолійокі)